# Biserica de lemn Sfinții Arhangheli Mihail și Gavriil din Gura Văii

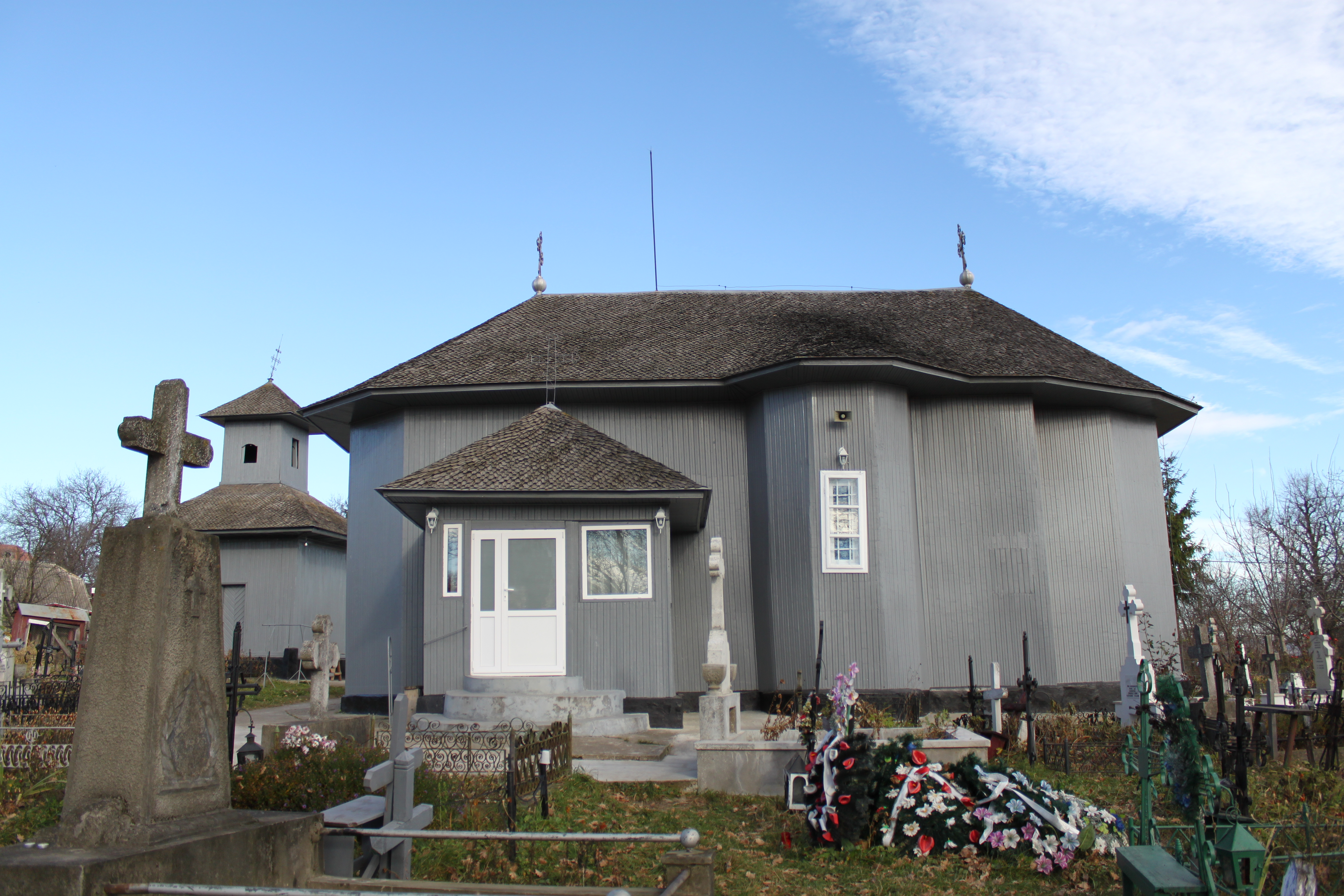
Biserica de lemn Sfinţii Arhangheli Mihail şi Gavriil din Gura Văii, judeţul Neamţ

Biserica de lemn „Sfinții Arhangheli Mihail și Gavriil” din Gura Văii, comuna Girov, județul Neamț, cunoscută și sub numele de „biserica din vale”, a fost construită în anul 1817. Este a doua biserică de lemn ca importanță din localitate, după cea de la Gura Văii Deal.

## Istoric și trăsături
Biserica a fost construită în anul 1817, din bârne stivuite, pe o temelie de piatră, fiind acoperită cu draniță. Conform tradiției orale ar fi fost adusă din Dărmănești, în locul ei boierul Milescu construind o altă biserică, de zid. Are formă de navă, cu o singură intrare pe latura sudică, acoperiș unitar, neîntrerupt de clopotniță, aflată separat, la nord-vest de biserică, clădită tot din bârne stivuite, pe temelie de piatră, acoperită tot cu draniță. Catapeteasma este lucrată din lemn de tei, cu icoane portabile. Pereții sunt simpli, vopsiți, fără pictură și decorațiuni.
De-a lungul timpului a avut parte de numeroase lucrări de reparații. La strămutare, bârnele bisericii au fost îmbrăcate în scândură la interior și la exterior. În anul 1922 a fost electrificată, iar în anul 1955 a fost înlocuită dranița acoperișului și a fost revopsită în interior și în exterior. Ultima reparație majoră a avut loc în anul 1987 când a fost înlocuită și vopsită scândura de pe exterior.